# Sualkuchi
Sualkuchi (en asamés: শুৱালকুছি ) es una localidad de la India en el distrito de Kamrup, estado de Assam.

## Geografía
Se encuentra a una altitud de 52 m s. n. m. a 51 km de la capital estatal, Dispur, en la zona horaria UTC +5:30.

## Demografía
Según estimación 2010 contaba con una población de 13 557 habitantes.